# White Crosses
White Crosses là album phòng thu thứ năm của Against Me!, và album thứ hai của họ sẽ được phát hành trên Sire Records. Như với người tiền nhiệm của nó, New Wave năm 2007, album được sản xuất bởi Butch Vig. Nó cũng là ablum duy nhất Against Me! album có sự góp mặt của George Rebelo, tay trống của Hot Water Music, sau sự ra đi của tay trống Warren Oakes trước đó.
Ghi âm bắt đầu vào tháng 8 năm 2009, hoàn thành hai tháng sau đó. Việc trộn và làm chủ album đã kết thúc vào tháng 2 năm 2010 và nó được phát hành vào ngày 8 tháng 6. Việc nhấn mạnh ban đầu của hồ sơ bao gồm bốn bài hát tiền thưởng. Đây cũng là album cuối cùng trước khi chuyển đổi Laura Jane Grace.
Vào ngày 17 tháng 3 năm 2010, video đầu tiên của họ trong album "Rapid Decompression" đã được phát hành trực tuyến thông qua AOL Spinner. Một EP kỹ thuật số gồm bốn bài hát cho "I Was a Teenage Anarchist" đã được phát hành dưới dạng đĩa đơn đầu tiên trong album, vào ngày 7 tháng 4 năm 2010.
Hai kết quả từ các phiên họp của White Crosses là "David Johansen's Soul", trong đó một phiên bản âm thanh đã được phát hành trên Black Crosses, và "Dead Generations", vẫn chưa được phát hành dưới mọi hình thức.

## Tiếp nhận
| Đánh giá chuyên môn  | Đánh giá chuyên môn |
| Điểm trung bình      | Điểm trung bình     |
| Nguồn                | Đánh giá            |
| -------------------- | ------------------- |
| Metacritic           | 77/100              |
| Nguồn đánh giá       |                     |
| Nguồn                | Đánh giá            |
| AbsolutePunk         | 83%                 |
| AllMusic             | [ 2 ]               |
| The A.V. Club        | B+                  |
| Entertainment Weekly | B+                  |
| LAS Magazine         | 9.4/10              |
| PopMatters           | 7/10                |
| Punknews.org         | [ 15 ]              |
| Slant Magazine       | [ 16 ]              |
| Spin                 | 7/10                |

White Crosses nhận được sự tiếp nhận quan trọng nói chung, mặc dù nó đã bị rò rỉ vào ba tháng trước ngày phát hành bán lẻ ablum. Theo các nhà phê bình, album chủ yếu được ca ngợi vì thành công trong việc hợp nhất phong cách nhạc punk rock lâu đời của Against Me!.

## Theo dõi danh sách
Tất cả các ca khúc được viết bởi Laura Jane Grace.
| STT              | Nhan đề                     | Thời lượng |
| ---------------- | --------------------------- | ---------- |
| 1.               | "White Crosses"             | 3:36       |
| 2.               | "I Was a Teenage Anarchist" | 3:15       |
| 3.               | "Because of the Shame"      | 4:21       |
| 4.               | "Suffocation"               | 3:56       |
| 5.               | "We're Breaking Up"         | 3:57       |
| 6.               | "High Pressure Low"         | 4:13       |
| 7.               | "Ache with Me"              | 3:38       |
| 8.               | "Spanish Moss"              | 3:51       |
| 9.               | "Rapid Decompression"       | 1:46       |
| 10.              | "Bamboo Bones"              | 3:35       |
| Tổng thời lượng: | Tổng thời lượng:            | 36:06      |

### Phần thưởng
| Limited edition  | Limited edition    | Limited edition |
| STT              | Nhan đề            | Thời lượng      |
| ---------------- | ------------------ | --------------- |
| 11.              | "One by One"       | 3:34            |
| 12.              | "Bob Dylan Dream"  | 2:59            |
| 13.              | "Lehigh Acres"     | 3:33            |
| 14.              | "Bitter Divisions" | 4:02            |
| Tổng thời lượng: | Tổng thời lượng:   | 50:10           |

| Re-issue         | Re-issue           | Re-issue   |
| STT              | Nhan đề            | Thời lượng |
| ---------------- | ------------------ | ---------- |
| 11.              | "Lehigh Acres"     | 3:33       |
| 12.              | "Bob Dylan Dream"  | 2:59       |
| 13.              | "One by One"       | 3:34       |
| 14.              | "Bitter Divisions" | 4:02       |
| Tổng thời lượng: | Tổng thời lượng:   | 50:10      |

| iTunes Deluxe edition | iTunes Deluxe edition                  | iTunes Deluxe edition |
| STT                   | Nhan đề                                | Thời lượng            |
| --------------------- | -------------------------------------- | --------------------- |
| 15.                   | "I Was a Teenage Anarchist" (acoustic) | 3:38                  |
| Tổng thời lượng:      | Tổng thời lượng:                       | 53:48                 |

## Thánh giá đen
Năm 2011 Amainst Me! đã ra mắt hãng thu âm của riêng họ, Total Treble Music, phát hành lại White Crosses với một đĩa được thêm vào có tên Black Crosses bao gồm các bản demo từ năm 2009 (gọi tắt là phiên bản Goldentone Studio) và phiên âm thanh từ năm 2010. Bản phát hành lại có tác phẩm nghệ thuật gốc của Steak Mtn và một Tập sách 32 trang với lời bài hát và tác phẩm nghệ thuật bổ sung, và được phát hành ngày 26 tháng 7 năm 2011, trên đĩa compact và dưới dạng tải nhạc, và ngày 9 tháng 8 dưới dạng ba LP;; nó đã có mặt ở Anh và châu Âu vào tháng 11 từ nhãn Xtra Mile Recordings của ban nhạc.

### Theo dõi danh sách
Tất cả các ca khúc được viết bởi Laura Jane Grace.
| Black Crosses    | Black Crosses                                                     | Black Crosses |
| STT              | Nhan đề                                                           | Thời lượng    |
| ---------------- | ----------------------------------------------------------------- | ------------- |
| 1.               | "White Crosses" (Goldentone)                                      | 3:14          |
| 2.               | "I Was a Teenage Anarchist" (acoustic)                            | 3:39          |
| 3.               | "Because of the Shame" (acoustic)                                 | 4:28          |
| 4.               | ""The Western World"" (Goldentone; Demo version of "Suffocation") | 3:55          |
| 5.               | "Strip Mall Parking Lots" (Goldentone)                            | 2:21          |
| 6.               | "High Pressure Low" (acoustic)                                    | 4:18          |
| 7.               | ""Hot Shots"" (Goldentone)                                        | 1:49          |
| 8.               | "Spanish Moss" (Goldentone)                                       | 2:22          |
| 9.               | "Rapid Decompression" (Goldentone)                                | 1:45          |
| 10.              | "Soul Surrender" (Goldentone)                                     | 2:06          |
| 11.              | "Lehigh Acres" (Goldentone)                                       | 3:36          |
| 12.              | "David Johansen's Soul" (acoustic)                                | 2:49          |
| 13.              | "One by One" (acoustic)                                           | 3:35          |
| 14.              | "Bitter Divisions" (Goldentone)                                   | 3:10          |
| Tổng thời lượng: | Tổng thời lượng:                                                  | 43:07         |

## Biểu đồ
| Biểu đồ (2010)                 | Điểm số |
| ------------------------------ | ------- |
| Album Hoa Kỳ Billboard 200     | 34      |
| Album Đức (Offizielle Top 100) | 87      |
| Album Hy Lạp (IFPI)            | 23      |

## Nhân viên[25][26]

### Ban nhạc
- Laura Jane Grace – giọng hát chính, guitar
- James Bowman – guitar, ủng hộ giọng hát
- Andrew Seward – bass guitar, ủng hộ giọng hát
- George Rebelo – drums, ủng hộ giọng hát
- Warren Oakes – drums, ủng hộ giọng hát trên bài Black Crosses (tracks 1, 4–5, 7–11, 14)

### Nhạc sĩ bổ sung
- Zac Rae – bàn phím bổ sung trên White Crosses (tracks 3, 5)
- Jon Gaunt – mân mê trên White Crosses (track 12), Black Crosses (track 7)
- Ron McGregor – đàn hạc trên White Crosses (track 12)

### Sản xuất
- Butch Vig – nhà sản xuất
- Billy Bush – kỹ sư thu âm
- Chris Steffen – kỹ sư trợ lý
- Alan Moulder – kỹ sư
- Darren Lawson – trợ lý
- Emily Lazar and Joe LaPorta – chủ quản

### Nghệ thuật và Thiết kế
- Christopher Norris and Laura Jane Grace –  hướng nghệ thuật
- Steak Mtn – thiết kế, kiểu chữ và minh họa
- Autumn deWilde – chụp ảnh ban nhạc